# ۲ آبان
۲ آبان/عقرب دویست و هجدهمین روز از سال در گاه‌شماری خورشیدی است. به پایان سال ۱۴۷ روز (۱۴۸ روز در سال کبیسه) مانده‌است.

## رویدادها

### سیاسی
- ۱۰۷۰ قبل از هجرت - به رسمیت شناختن حاکمیت هخامنشیان بر قبرس، در زمان اردشیر یکم (پسر خشایارشا)، با امضای قراردادی میان دولت ایران و رئیس هیئت اعزامی یونان در شوش، عهدنامه کالیاس.
- ۱۱۹۲ - پایان جنگ ایران و روسیه (۱۸۱۳–۱۸۰۴)
- ۱۱۹۲ - انعقاد عهدنامه گلستان، میان ایران دوره قاجاریان و روسیه تزاری، برابر با ۲۴ اکتبر ۱۸۱۳ (میلادی)
- ۱۲۹۸ - قطع کمک‌های غیرنقدی، ایالات متحده آمریکا به ایران، در پی امضای قرارداد ۱۹۱۹، میان ایران و انگلستان
- ۱۳۰۲ - استعفای مشیرالدوله از دولت
- ۱۳۵۶ - برگزاری نخستین مراسم عزاداری به مناسبت درگذشت سید مصطفی خمینی، در ایران، در مسجد اعظم قم
- ۱۳۵۷ - تظاهرات ضدسلطنتی، مردم در شهرهای گرگان و قم
- ۱۳۵۸ - ایجاد قانون اساسی جمهوری اسلامی ایران
- ۱۳۷۷ - برگزاری انتخابات سومین دوره مجلس خبرگان رهبری
- ۱۴۰۱ - حمله به هنرستان صدر تهران

### هنری
- ۶۶۳ - کشته شدن خواجه شمس‌الدین جوینی، (صاحبدیوان)، ادیب، شاعر و وزیر ارغون‌خان (چهارمین ایلخانان)
- ۱۳۸۱ - انشار آخرین شماره هفته نامه گل آقا
- ۱۳۸۳ - گشایش نخستین جشنواره هنری قرآن کریم در تهران

### ورزشی
- ۱۳۷۹ - رقابت ۲ آبان ۱۳۷۹ تیم ملی فوتبال ایران با تیم ملی فوتبال کره جنوبی در جام ملت‌های آسیا ۲۰۰۰

- ۱۳۸۶ - صعود باشگاه فوتبال سپاهان به جام باشگاه‌های جهان به عنوان اولین تیم ایرانی

### علمی
- ۱۲۴۰ - اولین خط تلگراف قاره‌پیما، در ایالات متحده آمریکا، با ارسال پیام «به پایان رسید.» تکمیل شد.
- ۱۲۹۰ - ارویل رایت موفق شد تا با هواپیمای بدون موتور خود، به مدت ۹ دقیقه و ۴۵ ثانیه در کیل دویل هیل ایالت کارولینای شمالی، در هوا پرواز کند.
- ۱۳۲۵ - دوربین عکاسی نصب شده بر روی موشک وی ۲-شماره ۱۳، اولین تصویر از زمین از خارج از جو زمین را گرفت.
- ۱۳۷۴ - خورشیدگرفتگی کامل در بیرجند، به مدت ۳۰ ثانیه.

### جنگ
- ۱۳۵۲ - جنگ یوم کیپور پایان یافت.

## زادروزها
- ۱۳۰۷ - آیت‌الله سید محمد بهشتی، سیاست‌مدار و روحانی
- ۱۳۱۹ - نصرالله ناصح‌پور، خواننده و مدرس آواز
- ۱۳۲۵ - محمد گلریز، خواننده
- ۱۳۶۳ - سید علی طباطبایی، بازیگر

## درگذشت‌ها
- ۶۶۳ - شمس‌الدین جوینی، از شعراء، نویسندگان و وزراء بنام ایرانی که در رودخانه اهر کشته شد
- ۱۲۱۳ - فتحعلی‌شاه، دومین شاه ایران از دودمان قاجار
- ۱۲۹۹ - فرصت‌الدوله شیرازی، شاعر نویسنده و نقاش
- ۱۳۵۹ - ابوالفضل مهدیار، سرگرد خلبان اف-۴ فانتوم ۲ نیروی هوایی ارتش جمهوری اسلامی ایران بود.[۱][۲]
- ۱۳۶۸ - آیت‌الله میرزا جواد آقا تهرانی، نویسنده و مدرس حوزه علمیه مشهد
- ۱۳۸۵ - پرویز ملک‌زاده، فیلمبردار
- ۱۳۹۰ - تیمور لکستانی، پدر برق ایران که پدر او مسعود دیوان در اثر حمله افراد اسماعیل سیمیتقو کشته شد
- ۱۴۰۲ - لیلی افشار، نوازنده گیتار کلاسیک